# Nica
Nica (francosko Nice, v lokalnem (ligurskem) narečju Nissa, standardno okcitansko Niça, italijansko Nizza) je mesto in občina v jugovzhodni francoski regiji Provansa-Alpe-Azurna obala in prefektura v departmaju Alpes-Maritimes, katerega upravno središče je. Z okoli 350.000 prebivalci je Nica največje mesto na Azurni obali, drugo največje v Provansi (za Marseillom) in peto do sedmo največje v celotni Franciji.

## Zgodovina
Ime mesta izhaja iz grščine, Nikaia pomeni »tista, ki prinaša zmago«. Naselbina je bila v sončnem Angelskem zalivu, ob ustju hudournika Paillon že v pradavnih časih, kot pričajo neandertalske izkopanine v mestni četrti Terra Amata.
V zgodovini je Nico upravljala najprej provansalska, potem savojska in končno francoska oblast. 
Najslavnejša prebivalca Nice sta bila politik Giuseppe Garibaldi in glasbenik Niccolò Paganini. Tudi  Nietzsche je dostikrat preživel zimo v Nici.

## Geografija
Nica leži na skrajnem jugovzhodu Francije ob obali Sredozemskega morja, 30 km zahodno od meje z Italijo.
Milo podnebje in idealna lega mesta sta omogočila razvoj turizma, obiskovalci so številni in z vsega sveta. Turistično so Nico odkrili Angleži v času kraljice Viktorije. Na to spominja ime plaže, ki se razteza vzdolž mesta - Sprehajališče Angležev (Promenade des Anglais).
V neposredni bližini Nice se nahaja mednarodno letališče Nice Côte d'Azur, drugo največje v Franciji.

## Administracija
Nica je sedež štirinajstih (mestnih) kantonov.
Mesto je tudi sedež okrožja, v katerega so poleg njegovih vključeni še kantoni Beausoleil, Breil-sur-Roya, Contes, Guillaumes, L'Escarène, Lantosque, Levens, Menton-Vzhod/Zahod, Puget-Théniers, Roquebillière, Roquesteron, Saint-Étienne-de-Tinée, Saint-Martin-Vésubie, Saint-Sauveur-sur-Tinée, Sospel, Tende, Villars-sur-Var in Villefranche-sur-Mer s 506.694 prebivalci.

## Šport
V mestu je med letoma 1932 in 1947 šestkrat potekala dirka za Veliko nagrado Nice.

## Pobratena mesta
- Cuneo (Piemont, Italija),
- Edinburgh (Škotska, Združeno kraljestvo),
- Gdańsk (Pomorjansko vojvodstvo, Poljska),
- Hangzhou (Zhejiang, Ljudska republika Kitajska),
- Jalta (Krim, Ukrajina),
- Laval (Québec, Kanada),
- Mallorca (Balearski otoki, Španija),
- Miami (Florida, ZDA),
- Nürnberg (Bavarska, Nemčija),
- Sankt Peterburg (Severozahodno zvezno okrožje, Rusija),
- Solun (Egejska Makedonija, Grčija).